# Canalicephalus novus
Canalicephalus novus är en stekelart som beskrevs av Gibson 1977. Canalicephalus novus ingår i släktet Canalicephalus och familjen bracksteklar. Inga underarter finns listade.